# ノルヴェーゲン国家弁務官区

ノルヴェーゲン国家弁務官区
Reichskommissariat Norwegen (ドイツ語)

国の標語: Ein Volk, ein Reich, ein Führer（ドイツ語）
一つの民族、一つの国家、一人の総統国歌: Das Lied der Deutschen（ドイツ語）
ドイツ人の歌（1番のみ）
 

ノルヴェーゲン国家弁務官区の位置（1942年）

ノルヴェーゲン国家弁務官区（ノルヴェーゲンこっかべんむかんく、ドイツ語: Reichskommissariat Norwegen）は、第二次世界大戦中にナチス・ドイツによってノルウェーに設立された国家弁務官区である。ドイツ語での正式名称はReichskommissariat für die besetzten norwegischen Gebieteである。政府は国家弁務官ヨーゼフ・テアボーフェンによって1945年5月7日まで統治された。フランツ・ベーメに指揮下にあったノルウェーのドイツ軍は、5月9日に連合国に降伏し、合法政府が復帰した。

## ドイツによるノルウェーの占領

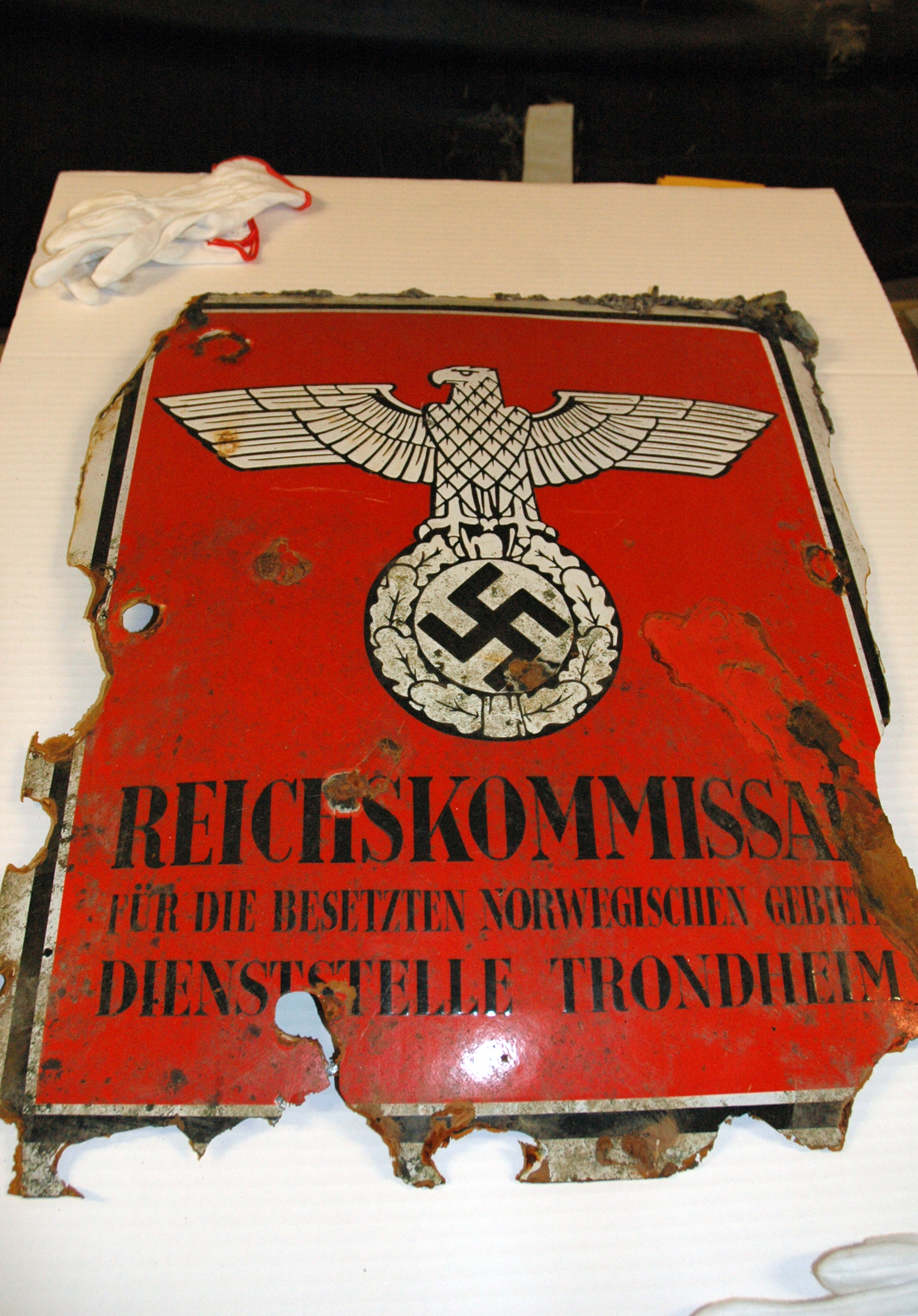
Sign for "Reichskommissar für die besetzten Norwegischen Gebiete Dienststelle Trondheim". It was used at the Trondheim office for the national commissioner.

ナチス・ドイツがノルウェーに侵攻し、占領しようとした動機は、主に２つの理由によるものであった。第一は、1940年当時、ドイツはスウェーデンからドイツに送られる天然資源、主に鉄鉱石に依存していたことである。ノルウェーが連合国船舶の通航を許可すれば、通商路を封鎖される可能性があった。第二の理由は、ノルウェーを中継地として、あるいはスウェーデンを経由して連合国がドイツを攻撃することを恐れていたことである。
ドイツによる侵攻が既成事実となるまで、ノルウェー政府の方針は中立を維持することであり続けた。しかし、ノルウェーの最優先方針は連合国との戦争を回避することであった。1939年の秋になると、ノルウェーは中立を守るためだけでなく、「自由と独立」のために戦わなければならないという危機感を持つようになった。1939年9月から1940年4月にかけて、軍事的な準備と能力を向上させ、封鎖を延長するための取り組みが強化された。イェッシングフィヨルドで起きたアルトマルク号事件など、ノルウェー領海で起きたいくつかの事件により、ノルウェーは（破られたばかりの）中立を主張する力を大きく削がれた。このような状況下でも、ノルウェーはイギリスとドイツの両方と有利な通商条約を結ぶことができたが、英独両国とも相手のノルウェーへのアクセスを拒否することに戦略的関心を抱いていることが次第に明らかになった。
連合国によって鉄鉱石供給が脅威にさらされることを確信し、ヒトラーは、国防軍最高司令部（OKW）に命じて、1939年12月14日のノルウェー侵攻の予備計画を開始させた。この予備計画は「北方研究（Studie Nord）」と名付けられ、陸軍の師団を一つ投入するのみとされた。
1940年3月と4月、イギリスはノルウェー侵攻の計画を立てた。その主な目的は、イェリヴァーレのスウェーデンの鉄鉱石鉱山に到達してこれを破壊することであった。これによってドイツ軍をフランスから引き離し、南スウェーデンに戦線を開くことが望まれた。
また、ノルウェー領海に機雷を敷設し（ウィルフレッド作戦）、その後にノルウェーの4つの港（ナルヴィク、トロンハイム、ベルゲン、スタヴァンゲル）に軍隊を上陸させることも合意された。英仏間の論争により、採掘の日程は4月5日から8日に延期された。この延期は破滅的であった。ヒトラーは4月1日、ドイツ軍のノルウェー侵攻を4月9日に開始するよう命令した。したがって、4月8日にノルウェー政府がイギリスの機雷敷設に対する深刻な抗議で頭がいっぱいだったとき、ドイツの遠征はかなり進んでいた。
ドイツ軍の侵攻は、その大部分が同時襲撃という目標を達成し、ノルウェー軍を油断させた。また、ノルウェー政府が部分的な動員しか命じなかったことも、この状況を悪化させた。しかし、オスロフィヨルドでドイツ軍第5軍団を撃退して、ノルウェー軍が数時間の余裕を持って王室とノルウェー政府をハーマルへ避難させることができたことで、全てが失敗に終わったわけではなかった。政府が逃亡したこの機会を利用し、ヴィドクン・クヴィスリングはラジオ放送局を掌握し、自らをノルウェーの新首相とするクーデタを発表した。彼の最初の公式行動は、その日の19時30分に動員令を取り消したことである。

## クヴィスリング政権

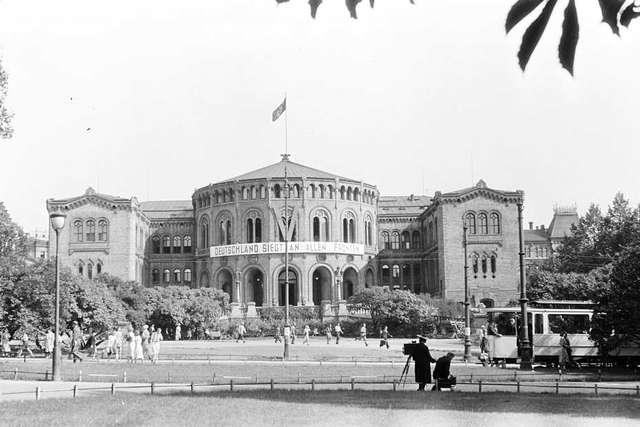
1941年、ドイツ占領下のノルウェー議会。ナチス・ドイツの国旗とドイツのVサインが建物の上と前にある。

協力派の支持は、ドイツの監督下においてアドルフ・ヒトラーによってノルウェー政府の樹立を許可された、ヴィドクン・クヴィスリングが率いる親ナチス派の国民連合から得られた。クヴィスリングは1942年にノルウェーの首相となったが、傀儡政権であった。テルボーフェンが総督としてノルウェーを統治し、ノルウェーに駐留するすべての軍隊はドイツの指揮下に置かれた。